# Carrépuis
Carrépuis – miejscowość i gmina we Francji, w regionie Hauts-de-France, w departamencie Somma.
Według danych na rok 1990 gminę zamieszkiwało 198 osób, a gęstość zaludnienia wynosiła 36 osób/km² (wśród 2293 gmin Pikardii Carrépuis plasuje się na 799. miejscu pod względem liczby ludności, natomiast pod względem powierzchni na miejscu 827.).